# Платная автомобильная дорога

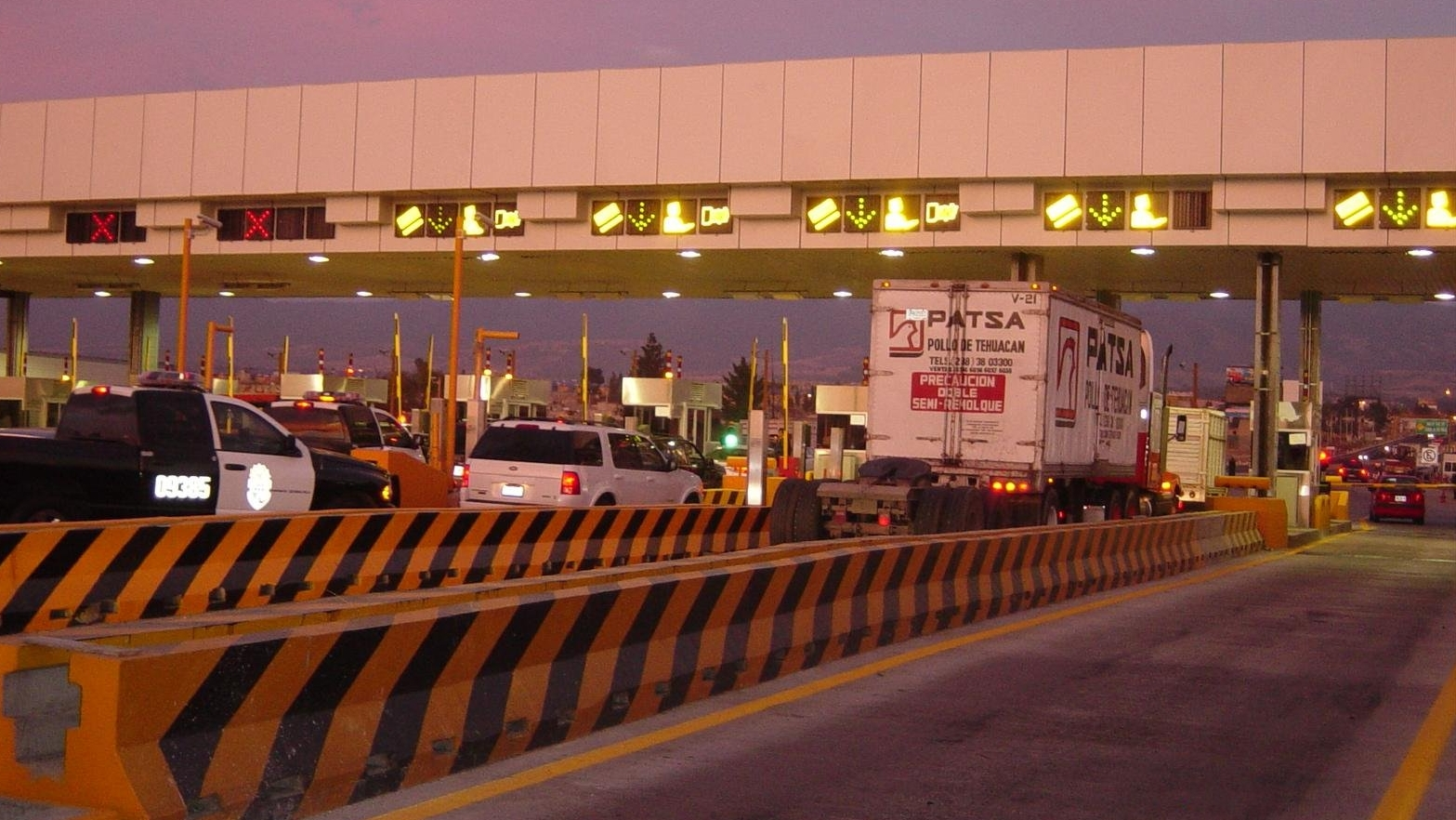
Пункт пропуска на платной дороге в Мексике

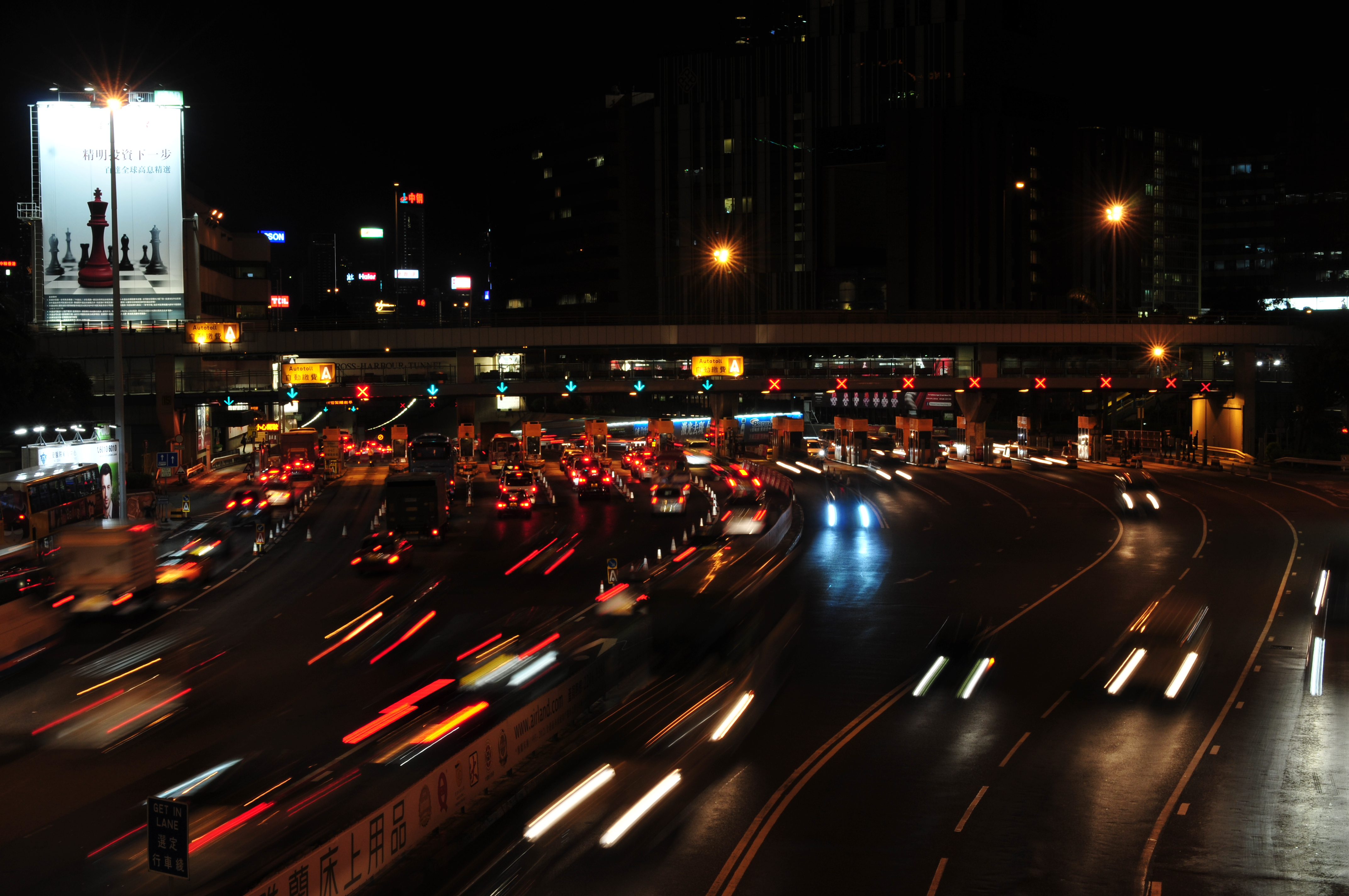
Платная дорога в Гонконге

Платная дорога — автомобильная дорога, за проезд по которой с водителей взимается определённая плата. Данная форма оплаты вводится с целью покрытия расходов на строительство и содержание дороги. Часто платными являются скоростные дороги, мосты и туннели.
Платные дороги в том или ином виде существовали с давних времен. Пошлина взималась с путешественников, следовавших как на повозке или верхом, так и пешим образом. Платные магистрали получили своё развитие с появлением автомобилей, и в наши дни тарифы распространяются исключительно на автомобильный транспорт. Размер платы за проезд варьируется в зависимости от класса транспортного средства, его веса или количества колёсных осей; тарифы для крупногабаритного и большегрузного транспорта, как правило, выше, чем для легковых автомобилей.  

## Порядок оплаты
Оплата проезда производится на пунктах взимания платы (ПВП) около операторских кабинок. Некоторые ПВП работают без оператора, и пользователю дороги следует опустить необходимую сумму в монетоприемник, настроенный в соответствии с тарифами и функционирующий в комплексе с электронными средствами фиксации и определения класса автомобиля. С целью сокращения стоимости проезда и времени прохождения через ПВП многие пункты оплаты сегодня оснащены автоматическими системами, считывающими необходимую информацию с транспондеров,
электронных устройств пользователей. Операторские кабинки продолжают работать для пользователей, не имеющих транспондера. Счет пользователя должен быть пополненным  либо иметь постоянную привязку к банковской карте владельца. Некоторые платные автомагистрали оснащены системами фотофиксации водителей и номерных знаков транспортных средств для случаев неоплаты проезда – в течение короткого времени неплательщики получают квитанцию по почте.   
Одно из нареканий в отношении платных дорог касается задержек на ПВП и переплата  за услуги кассиров-операторов. Автоматические системы платности позволяют решить оба вопроса.
Наряду с дорогами существуют платные мосты и тоннели, на проезд по которым государство устанавливает определенные тарифы с той же целью –погашение долгосрочного кредита, полученного на дорогостоящее строительство и эксплуатацию данных объектов. В некоторых случаях средства, полученные в ходе эксплуатации дороги, направляются на строительство новых объектов. Также средства, полученные за счет платности, идут в бюджет местного правительства и их целевое использование не связано с развитием транспортной инфраструктуры. Использование такого рода схем строго лимитировано или запрещено основным законодательством государства. В определенных городских районах с повышенным уровнем трафика платность может служить инструментом управления дорожно-транспортной ситуацией и её воздействия на окружающую среду.

## История
Первые пункты по сбору платы в Европе, датируемые 15 веком, выглядели как шлагбаумы с шипами, выполняющими функцию защиты от внезапных атак пеших путников и наездников. Более поздние посты были в виде горизонтальных застав с торчащими копьями. Существуют также упоминания о горизонтальных крестовинах, вращающихся на вертикальной оси, которые устанавливались на постах и не допускали свободного прохода наездников. Эти приспособления напоминают современные турникеты.
Многие современные европейские дороги изначально проектировались как платные с целью последующей компенсации расходов на строительство и эксплуатацию, а также как дополнительный источник дохода в бюджет за счет пользователей, не являющихся жителями данного региона. Еще в 14 веке в Англии некоторые наиболее эксплуатируемые дороги ремонтировались за счет средств, полученных с пользователей. Однако слишком высокие тарифы, устанавливаемые для снижения транспортного потока, иногда являются помехой для торговли, увеличивая транспортный налог.
Примерно с 1706 года в Англии и Уэльсе учреждались Трасты по эксплуатации платных дорог с целью улучшения и развития городской и междугородной сети дорог и транспортного сообщения. Эти органы назначались отдельными парламентскими актами и наделялись полномочиями сбора платы за пользование дорогой, что возмещало расходы на строительство, реконструкцию и эксплуатацию наиболее важных дорог. В 1830 около 1000 трастов управляли порядка 30 000 милями (48 000 км) платных дорог в Англии и Уэльсе, собирая плату на почти 8 000 пунктах. Трасты были упразднены в 1870-х годах, за время своего существования значительно улучшив дорожно-транспортную инфраструктуру государств, способствуя развитию сельского хозяйства и товарооборота.
В 20 веке современные платные дороги были введены в Европе с целью финансирования строительства дорог и дорожных сооружений, таких как мосты, тоннели и пр. Италия была первой в Европе страной, где ввели платность на 50 километровом участке междугородней дороги вблизи Милана в 1924 году. За ней в 1927 последовала Греция, в которой пользователям надлежало платить за проезд по сети междугородних дорог. Позже, в 50-е и 60-е годы во Франции, Испании и Португалии начали строительство дорог на основе концессионных отношений, позволяющих обеспечить быстрое развитие инфраструктуры без использования крупных государственных вложений.
По сегодняшний день система платных автомагистралей успешно вводится на всей территории Европы, Азии, США, Канады, Австралии, государств Южной Америки и Северной Африки. Таким примером может служить строительство новой автомобильной дороги «Меридиан», соединяющей Европу с Азией в лице Китая посредством России.

## Устройство
Существуют три системы платных дорог: открытая (с пунктами оплаты, перекрывающими основное движение), закрытая (сбор средств при въезде/выезде) и электронная система сборов (отсутствие пунктов сбора средств; электронный сбор на въезде/выезде и стратегических участках основной дороги).
В открытой системе весь поток транспорта проходит через специальные места сбора средств для уплаты пошлины. Хотя такой вариант может сэкономить деньги из-за отсутствия необходимости строительства пунктов сбора пошлины на каждом съезде с дороги, он может вызвать заторы, а водители, в свою очередь, могут уклониться от уплаты пошлины, съезжая и вновь заезжая на дорогу.
В закрытой системе водители покупают билеты при въезде на дорогу. В некоторых случаях билет показывает сумму к оплате. При выезде с дороги водитель обязан заплатить указанную сумму. Обычно, если билет был утерян, водителю приходится платить максимальную сумму. На коротких платных дорогах без промежуточных въездов и выездов может быть только один пункт оплаты в одном конце. Водители, движущиеся в любом направлении, платят фиксированную сумму на въезде или на выезде.
Один из вариантов закрытой системы предполагает установку пунктов сбора средств на обоих концах дороги. В этом случае водитель платит фиксированную сумму при въезде и доплачивает при выезде с платной дороги; билет не нужен.
Электронная система требует установки в автомобиль специального компактного транспондера, который крепится к лобовому стеклу и содержит информацию о счете автовладельца. Современное оборудование электронных систем оплаты позволяет обмениваться данными с транспондером на полной скорости. Таким образом, оплата производится без необходимости останавливать автомобиль.
Современные платные дороги часто используют комбинацию всех трех перечисленных типов сбора. Множество въездных/выездных пунктов оплаты на протяжении пути время от времени дополняются системами сборов по ходу основного движения.
Некоторые платные дороги берут плату только в одном направлении. Например, в Великобритании в месте, где M4 пересекает реку Северн по любому из двух мостов (Севернский и Второй Севернский). По этим мостам движение бесплатное из Уэльса в Англию, но на обратном пути требуется заплатить. Это оправдано только в случаях, когда бесплатный объезд слишком длинный — в этом случае около 40 миль.
Платежи могут производиться наличными, кредитной картой, посредством предоплаченной карты или электронной системы оплаты. В некоторых европейских странах оплата осуществляется с помощью наклеек, которые крепятся на лобовое стекло. Пункты сбора оплаты могут быть автоматизированы. Плата может зависеть от расстояния и типа транспортного средства.

## Платные дороги в России

### Почтовые и прогонные деньги
В России функцию постов по сбору пошлины выполняли почтовые станции, действовавшие с 70-х годов 17 века, когда была введена регулярная почтовая связь. В 18 в. разрешено было передавать содержание станции частным лицам с правом пользоваться прогонными деньгами (платой за проезд по почтовым дорогам) — так развивались вольные почты. Прогонные деньги рассчитывались по количеству вёрст и лошадей. Размер прогонных денег составлял: для станций вольных почт – 4 копейки за версту и лошадь, для станций, отдаваемых в содержание по нормальным кондициям,– 3 копейки за версту и лошадь, кроме некоторых трактов, где существуют повышенные или пониженные таксы. Сверх того, проезжающие на станциях, отдаваемых в содержание по нормальным кондициям, уплачивали в пользу казны сбор в 10 копеек за перегон каждой лошади. Из биографических сведений А.С. Пушкина известно, что «в зависимости от трактов величина прогона за лошадь и версту составляла: от Москвы до Петербурга – по 10 коп., по трактам Московскому, Белорусскому, Ярославскому и др. – по 8 коп. и т. д. Число лошадей, отпускавшихся проезжающим соответственно их чину и званию, было строго регламентировано «высочайше утвержденными» расписаниями. «Особы 1-го класса» получали 20 лошадей. Прогоны ехавшим по казённой надобности выдавались по числу следуемых им лошадей. Пушкин, получивший по выходе из лицея чин коллежского секретаря (10-й кл.), а с 1831 г. – титулярного советника (9-й класс), имел право только на три лошади».

### Первые платные дороги
Генерал-губернатор Санкт-Петербурга, военный инженер граф Б. К. фон Миних, руководивший строительством дорог, предложил в 1732 г. взимать плату за проезд сначала по дороге Санкт-Петербург — Шлиссельбург, а затем по дороге от Петербурга до Нарвы и по Першпективной дороге — части Большой Московской дороги от Санкт-Петербурга до Москвы, сданной в эксплуатацию в 1742 году. Проект указа о плате за проезд утвердила 15 октября 1742 г. императрица Елизавета Петровна. Сбор составлял от 2 копеек за прогон домашней скотины или 3 копеек за всадника до 24 копеек за коляску, запряженную 6 лошадьми. Для сравнения — подушная подать за крепостного крестьянина в то время составляла 70 копеек. Зимой плата была вдвое меньше, так как под снегом дорога не портилась. От подати были освобождены только военные, следовавшие по дороге по приказу командования, но не по личной надобности. С государственных чиновников и курьеров также брали по 3 копейки.
Плата за проезд по Шлиссельбургской дороги была вдвое меньше, а её администрация насчитывала всего 5 человек. Однако и с неё за 1733—1743 год собрали всего 4117 рублей 96 копеек. В 1743 г. пошлинный сбор на Шлиссельбургской дороге передали купцу Маленкову, который за 4 года уплатил в казну 2174 рубля 24 копейки.
За первые четыре года с платной «Першпективной дороги» в управление этой дороги в Тосно было доставлено 13 930 рублей 62 копейки. Эта сумма не покрыла даже расходов на ежегодное содержание служителей, которых было более сотни: комиссар, цейхватер (заведующий инструментами), сборщики пошлин, контролеры, бухгалтер, счетчик, канцелярист, извозчики и плотники. Ежегодно затраты на них составляли 3991 рубль 80 копеек, а за четыре года — 15 967 рублей 20 копеек. На ремонт дороги средства выделяла Статс-контора (в 1742—1745 гг. 68 030 рублей). Подсчитав баланс доходов и расходов, правительство сочло взимание платы за дорогу неэффективным и отменило её.

### В XX веке
В СССР не существовало платных дорог. 
8 декабря 1992 года президентом России Борисом Ельциным был подписан указ № 1557 от «О строительстве и эксплуатации автомобильных дорог на коммерческой основе», ставший основой для создания в России платных дорог. В начале 1990-х годов решено открыть первые платные дороги: новый мост через Дон между Воронежем и Семилуками (построен в 1993 году, платное движение в 1994—2002 годах), Зоринский путепровод в Саратове (построен в 1998 году, платное движение в 1998—2000 годах) и новый мост в Ульяновске (построен в 2009 году, платное движение так и не было организовано). Вслед за пилотными проектами открылись новый мост через Усманку под Воронежем (платный в 1995-1999 годах), объезд села Хлевное (платный с 22 апреля 1999 года) в Липецкой области и другие.
Управление федеральными платными автодорогами в стране осуществляет государственная компания «Российские автомобильные дороги» («ГК Автодор»). По состоянию на октябрь 2012 года в России действовало два платных участка на федеральной автодороге М4 «Дон» (Москва — Новороссийск) — обход города Задонска и села Хлевное в Липецкой области длиной 50 км и отрезок от 48-го до 71-го км в Московской области. Также действует ряд платных участков на региональных автодорогах, в частности, в Псковской области имеется четыре платных участка: Остров — Вышгородок (62 км), Печоры — Старый Изборск (23 км), Опочка — Дубровка — граница с республикой Беларусь (82 км) и Усвяты — Невель (58 км). Стоимость проезда варьируется от 1 до 17 рублей за километр в зависимости от грузоподъёмности транспорта. С мая 2011 года является платной пятикилометровая часть Западного скоростного диаметра — внутригородской магистрали в Санкт-Петербурге (от КАД до Благодатной улицы, со съездом на Автомобильную улицу). С 1 января 2014 года является платной автомобильная дорога «Новый выход на МКАД с федеральной автомобильной дороги М1 Беларусь Москва-Минск-Брест». Кроме того платным станет будущий участок автомобильной дороги Меридиан, соединяющий несколько российских областей по пути из Европы в Китай. 
По состоянию на 2024 года список следующих федеральных платных дорог:
- Скоростная автомагистраль Москва — Санкт-Петербург М11 «Нева»;
- Центральная кольцевая автомобильная дорога (ЦКАД) в Московской области (частично бесплатная)
- Ряд участков реконструируемой автодороги М4 «Дон» (после окончания реконструкции будет переведен в состав платных);
- дальний западный обход Краснодара в составе М4
- трасса А289 Краснодар-хутор Белый
- Участок в 70 км трассы М3 «Украина» в Калужской области;
- трасса М1 на участке с 33 по 66 километр
- Северный обход Одинцова (открыт 26 ноября 2013 года[8]);
- Западный скоростной диаметр Санкт-Петербурга (строительство завершено открыт 4 декабря 2016 года);
- Московский скоростной диаметр (полностью открыта в 2024 году[9]);
- Проспект Багратиона(Москва)
- Скоростная автомагистраль  М12 Москва — Тюмень (на конец 2024 года платный режим от Москвы до Казани).
- Восточный выезд из Уфы
- обход Тольятти
- трасса Алексеевское-Альметьевск
- Вознесенский тракт(Казань)
- Псковские платные дороги(общая протяженность 225 км)
- мост через Каму и Буй в Удмуртии
- платный путепровод в Рязани

В 2007 году было решено провести коренную реконструкцию федеральной трассы Москва-Минск  как части международного транспортного коридора Берлин – Нижний Новгород.
Чтобы разгрузить шоссе от пробок, в июле 2009 г было подписано одно из первых в России концессионное соглашение о строительстве и последующей эксплуатации на платной основе автомобильной дороги протяжённостью 18,5 км от МКАД в районе Молодогвардейской транспортной развязки до 33-го километра федеральной трассы «Беларусь» в обход Одинцова. К 2021 году станет платным также участок от 33-го до 132-го км.
Платные дороги муниципального значения.
В 2016 году между городским поселением Наро-Фоминск Наро-Фоминского муниципального района Московской области и ООО «Наро-Фоминская платная дорога» подписано концессионное соглашение на проектирование, строительство и эксплуатацию на платной основе автомобильной дороги муниципального значения в обход центра г. Наро-Фоминска. Новая двухполосная дорога длиной 2,6 км соединит выходящее к трассе М1 Кубинское шоссе и выходящую к трассе М3 автодорогу «Наро-Фоминск-Новоникольское-Васильчиново». Планируемый срок начала эксплуатации дороги на платной основе — 2021 год. Срок концессионого соглашения — 49 лет, срок эксплуатации дороги на платной основе — 35 лет.

### Перспективы
В соответствии с подписанным Дмитрием Медведевым законом о «ГК Автодор», платными могут быть объявлены:
- вновь построенные дороги, идущие параллельно существующим (если дорога единственная, то она не может быть платной);
- реконструированная часть старой дороги (что вызывает нарекания в связи с тем, что строительство этой дороги уже было профинансировано). Ближайшая перспектива такого рода — трасса М4 «Дон», о чём 31 августа 2009 говорил Сергей Иванов: «Возможно, что отдельные участки трассы „Дон“ станут платными»[13]

Также Дмитрий Медведев одобрил проект строительства ЗАО «Русская холдинговая компания» первой частной автомагистрали «Меридиан» от Казахстана до Белоруссии, соединяющей в России Западный Китай и Европу.